# Constellation-Klasse
Die Constellation-Klasse ist eine geplante Schiffsklasse von 20 Fregatten für die United States Navy. Sie basiert auf der europäischen Mehrzweckfregattenbaureihe FREMM. Die Indienststellung der ersten Einheit ist für Ende der 2020er Jahre geplant.

## Entwicklung
Nach der Außerdienststellung der Oliver-Hazard-Perry-Klasse beschaffte die US-Marine zwei Klassen sogenannter Littoral Combat Ships und kehrt mit der seit dem Jahr 2017 entwickelten Constellation-Klasse zur Fregatte zurück.:2 Sie soll als kostengünstige Ergänzung zu den Kreuzern und Zerstörern der US-Marine dienen.:19

### Entwurf
Der Entwurf der Schiffe basierte auf der Bergamini-Klasse, einer Variante der FREMM für die italienische Marine. Die FREMM gelten in den Augen des United States Senate Committee on Appropriations als bewährt und technisch ausgereift.:18 Das Projektrisiko sollte überdies verringert werden, indem Ausrüstung und Systeme verwendet werden, die bereits existieren oder für andere Verwendungszwecke entwickelt werden.:20:9 Die größten Risiken bestehen durch die erstmalige Verwendung eines kombinierten dieselelektrischen und Gasturbinen-Antriebs (CODLAG-Antrieb) auf einem amerikanischen Marineschiff, und beim von L3Harris Technologies zu liefernden zentralisierten Leitsystem für die Maschinenanlage.:29
Die US-Marine ließ Änderungen am Entwurf der FREMM zwecks Anpassung an ihre Bau-, Ausrüstungs- und Schiffssicherungs-Standards durch das private Schiffsplanungsbüro Gibbs & Cox durchführen. Es sorgte für umfangreiche Änderungen am Entwurf, so dass die Gemeinsamkeiten mit der FREMM auf nurmehr 15 % sanken. Die ursprünglich zur Kostensenkung angestrebte Übernahme großer Teile des italienischen Entwurfs konnte nicht umgesetzt werden.:11–12
Gegenüber den italienischen Schiffen weist der amerikanische Entwurf eine andere Bugform auf,:20 ist verbreitert, um rund 7,20 Meter verlängert und besitzt eine um 500 Tonnen größere Verdrängung. So sollten Reserven für im Lauf der Dienstzeit hinzukommende Ausrüstung geschaffen:24 und leistungsfähigere elektrische Generatoren für den CODLAG-Antrieb untergebracht werden, um eine höhere Marschfahrt erreichen zu können.:11–12
Durch die amerikanischen Änderungen waren mit Entwurfsstand Oktober 2023 die Gewichtsreserven, die für allfällige zukünftige Anpassungen reserviert werden sollten, aufgezehrt. Dies könnte mit Stand April 2024 durch Verringerung der Antriebsleistung ausgeglichen werden.:22–23

### Ausrüstung
Als Führungs- und Waffeneinsatz-System wird die Version Baseline 10.F des Aegis-Kampfsystems integriert.:28 Als Hauptsensor dient das Enterprise Air Surveillance Radar mit der JETDS-Bezeichnung AN/SPY-6(V)3.:20:28 Es ist ein Radar-System mit aktiver elektronischer Strahlschwenkung (AESA) in Galliumnitrid-Halbleitertechnik. Darüber hinaus wird es kein separates Zielbeleuchtungs-Radar geben.:22
Für die U-Boot-Jagd wird das System AN/SQQ-89(V)16 genutzt:28 und mit einem Multifunktions-Schleppsonar:28 sowie einem 2022 zum Projekt hinzugefügten Schleppsonar für variable Tiefen CAPTAS-4C:28 von Thales Underwater Systems verbunden.:22–23 Ein bei der Bergamini-Klasse vorhandenes Bugsonar wurde nicht in den amerikanischen Entwurf übernommen.:11
Für die Elektronische Kampfführung wird das System mit der JETDS-Bezeichnung AN/SLQ-32(V)6 aus dem Surface Electronic Warfare Improvement Program (SEWIP) eingerüstet.:24

### Beschaffung
Das Typschiff, die zukünftige Constellation, wurde in den Haushaltsplan (Fiscal year) 2020 eingestellt. In den Haushaltsplänen der Folgejahre war die Beschaffung von einem Schiff pro Jahr eingestellt. Der Auftrag für das Typschiff wurde im Jahr 2020 an Fincantieri Marinette Marine vergeben. Bis Juni 2022 bestellte die Marine zwei weitere Schiffe. Für die ersten zehn Schiffe war unter der Regierung Trump I ein Festpreis mit zusätzlichen Bonuszahlungen für das Erreichen bestimmter Meilensteine vereinbart worden.:28:26 Den Preis bezeichnete Marinestaatssekretär Del Toro im Mai 2024 vor dem Armed Services Committee des US-Senats als deutlich zu gering kalkuliert. Ab der elften Einheit wären laut Vertrag Preis und Beschaffungsmodalität neu zu verhandeln, wobei Preissteigerungen zu erwarten sind.:14–16
Die Bauwerft in Wisconsin ist ein vergleichsweise kleiner Schiffbaubetrieb. Dort überschneiden sich die Arbeiten mit dem Bau der letzten Littoral Combat Ships der Freedom-Klasse und der davon abgeleiteten Multi-Mission Combatants für Saudi-Arabien. In der ersten Hälfte der 2020er Jahre besteht bei dem Schiffsbauer Personalmangel.:26 Dies wurde von der Marine als Grund für mehrjährige Verzögerungen beim Bau der ersten Fregatte angegeben. Dagegen betont ein Ende Mai 2024 veröffentlichter Bericht des Government Accountability Office, dass der unfertige und laufenden Änderungen unterzogene Schiffsentwurf eine Hauptursache für die Verzögerungen sei. Die Werft habe außerdem bei Zulieferern ihre zu aggressiv niedrig angesetzten Preisvorstellungen nicht durchsetzen können.:26
Der offizielle Baubeginn war am 31. August 2022. Dieser und die Kiellegung 2024 erfolgten noch vor der Fertigstellung des amerikanischen Entwurfs durch Gibbs & Cox. Marineoffizielle hatten bei Baubeginn 2022 wie auch bei der Bekanntgabe von Verzögerungen um drei Jahre im April 2024 angegeben, dass der Entwurf zu 80 Prozent ausgearbeitet sei. Das Government Accountability Office kritisierte die Berechnungsmethodik und die Bewertungsmetrik von Werft und Marine. Es stellte eigene Berechnungen an, die für Oktober 2023 einen geringeren als den offiziell angenommenen Fertigstellungsgrad ergaben.:20–22
Die Bauarbeiten am Typschiff kamen 2024 bei zu 10 Prozent ausgeführten Arbeiten zum Erliegen.:39
Mit dem Haushaltsplan 2024 beantragte die US-Marine beim Kongress Mittel für ein fünftes und sechstes Schiff. Darüber hinaus beantragte sie, die Beschaffungsgeschwindigkeit in den vier Jahren 2025 bis 2028 auf insgesamt sechs Schiffe zu erhöhen.:2 Nach Veröffentlichung des Berichts des Government Accountability Office Ende Mai 2024 zum Umgang der Marine mit dem Projektmanagement bei der Anpassung des ausländischen Schiffsentwurfs und mit Kostenüberschreitungen wollte der Kongress die Mittel für das fünfte Schiff aus dem Jahreshaushaltsentwurf 2025 streichen.
Je nach politischen Vorgaben könnten mehr als die anfänglich über einen Zeitraum von zwei Jahrzehnten avisierten zwanzig Schiffe beschafft werden.:14 Sollte dabei der Bau von mehr als zwei Schiffen pro Jahr erforderlich werden, wäre eine zweite Bauwerft in das Programm einzubeziehen.:10,16–18

## Einheiten
Die ersten drei Einheiten werden nach einigen der sechs Fregatten (United States, Constellation, Constitution, Chesapeake, Congress und President) benannt, deren Bau der 3. Kongress der Vereinigten Staaten mit dem Marinegesetz von 1794 beschlossen hatte. Weitere Namensgeber sind Staatsmänner und Militärs aus der Zeit der Gründung der Vereinigten Staaten wie Marie-Joseph Motier, Marquis de La Fayette, Alexander Hamilton und Bernardo de Gálvez y Madrid. Eine Einheit wird nach Everett Alvarez Jr. (* 1937) benannt, einem Marineflieger des auf der damaligen USS Constellation eingeschifften Carrier Air Wing Fourteen, der von 1964 bis 1973 in Kriegsgefangenschaft im Hỏa-Lò-Gefängnis der Demokratischen Republik Vietnam war, und eine nach Joy Bright Hancock (1898–1986), die in den Jahren 1946 bis 1953 Direktorin des Programms Women Accepted for Volunteer Emergency Service war.
Zwölf Schiffe sollen in der Naval Station Everett beheimatet und Teil der Pazifikflotte werden. Die Firma Fincantieri Marine Repair will sich für Ausbildungs- und Gewährleistungsarbeiten im Hafen von Everett niederlassen.
| Kennung | Name                | Bauwerft                                | Bestellung     | Kiellegung     | Stapellauf | Indienststellung | Verbleib |
| ------- | ------------------- | --------------------------------------- | -------------- | -------------- | ---------- | ---------------- | -------- |
| FFG-62  | Constellation       | Fincantieri Marinette Marine, Marinette | 30. April 2020 | 12. April 2024 |            | 2029 (geplant)   | im Bau   |
| FFG-63  | Congress            | Fincantieri Marinette Marine, Marinette | 20. Mai 2021   |                |            |                  |          |
| FFG-64  | Chesapeake          | Fincantieri Marinette Marine, Marinette | 16. Juni 2022  |                |            |                  |          |
| FFG-65  | Lafayette           | Fincantieri Marinette Marine, Marinette | 18. Mai 2023   |                |            |                  |          |
| FFG-66  | Hamilton            | Fincantieri Marinette Marine, Marinette | 23. Mai 2024   |                |            |                  |          |
| FFG-67  | Galvez              | Fincantieri Marinette Marine, Marinette | 23. Mai 2024   |                |            |                  |          |
| FFG-68  | Everett Alvarez Jr. | Fincantieri Marinette Marine, Marinette |                |                |            |                  |          |
| FFG-69  | Joy Bright Hancock  | Fincantieri Marinette Marine, Marinette |                |                |            |                  |          |